# Zu Lynar

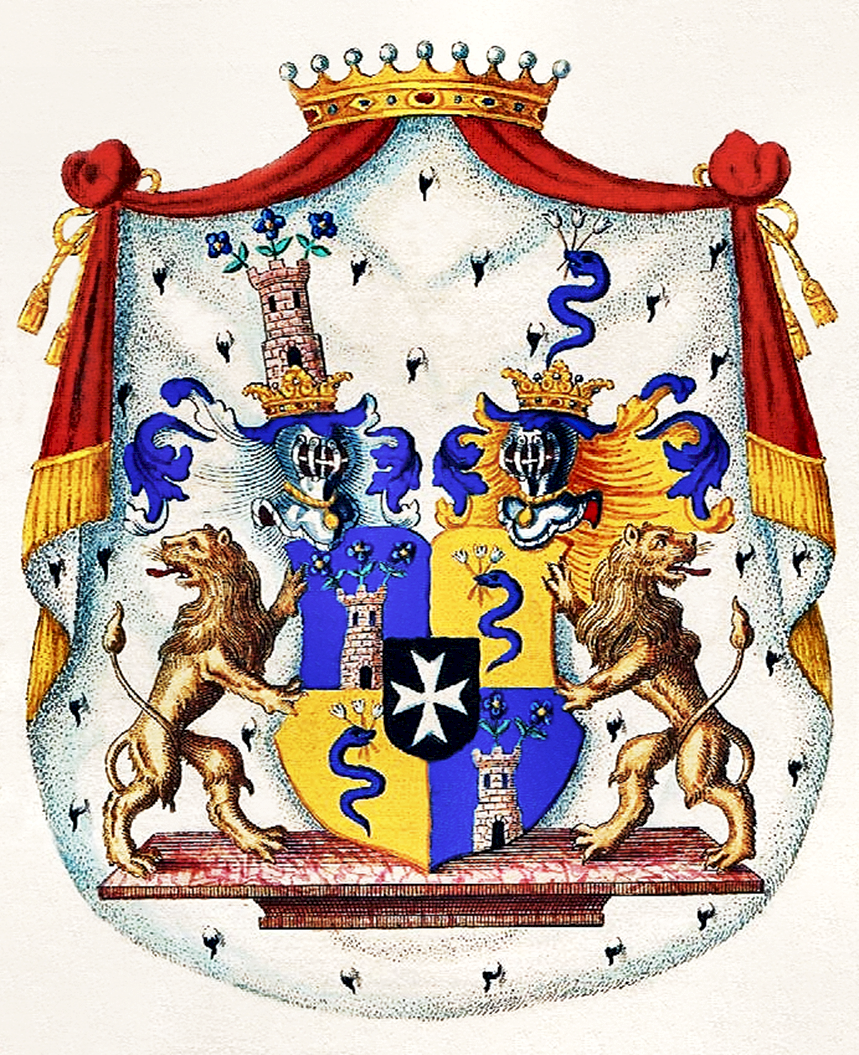
wapen van de familie Zu Lynar

Zu Lynar is een van oorsprong Italiaanse oud-adellijke familie.

## Geschiedenis
De eerste vermeldingen van het geslacht dateren van 1347 met de bewezen stamreeks die terugvoert tot Migliore graaf di Linari. Adelsbevestiging vond plaats in 1564. In 1801-1802 was de familie in het bezit van een deel van het graafschap Limpurg-Gaildorf. In 1807 werd Moritz Graf zu Lynar opgenomen in de Oostenrijkse vorstenstand (bij eerstgeboorte). In 1861 volgde de verlening van het predicaat doorluchtigheid aan Ernst vorst zu Lynar. De leden van het geslacht dragen de naam Graf/Gräfin zu Lynar, het hoofd van het geslacht is titulair Fürst zu Lynar.

## Enkele telgen
- Rochus Quirinus Graf zu Lynar , Italiaans: Rocco Guerrini Conte di Linari, geboren op 24 december 1525 in Marradi, Toscane, Italië,  overleden op 22 december 1596 in Spandau, was een belangrijk vestingbouwer.  Hij ontvluchtte Italië vanwege zijn calvinistische geloofsovertuiging.  Hij ontwierp in opdracht van o.a. Brandenburgse en Saksische  vorsten, verdedigingswerken in Berlijn en andere Duitse steden. Zijn nakomelingen verwierven de Heerlijkheid Lübbenau, en bouwden daar in 1820 een woonkasteel. Voor Rochus Quirinus staat te Lübbenau  een borstbeeld.
- Rochus Friedrich Graf zu Lynar, geboren op 16 december 1708 in Lübbenau, aldaar ook  overleden op 13 november 1781, was een diplomaat en politicus in dienst van de Kroon van Denemarken. Hij was o.a. van 1752 tot aan zijn oneervolle afzetting in 1765 stadhouder van het Graafschap Oldenburg, en maakte zich door zijn beleid  impopulair  bij de bevolking.
- Rochus' beide zonen splitsten de familie in 1781 in twee takken:
  - Christian Ernst (1742–1784) zette de oudere, grafelijke lijn voort en bleef te Lübbenau.
  - Moritz Ludwig (1754–1807), die in 1806 in de Oostenrijkse  vorstenstand verheven werd, was stamvader van de jongere, vorstelijke tak Drehna/Brandeis.
- Alexander 4e Fürst zu Lynar (1834-1886), trouwde in 1871 met de Amerikaanse May Persons (1850-1920)
- Ernst 5e Fürst zu Lynar (1875-1934), legatiesecretaris en majoor; trouwde in 1917 met Viktoria Gräfin von Redern (1889-1981), erfgename van de laatste Graf von Redern waarna in 1918 de titel Graf von Redern werd toegekend aan de Fürst zu Lynar
  - Ernst Willem 6e Fürst zu Lynar (1924-2005), museumdirecteur
  - Alexander 7e Fürst zu Lynar (1928-2015)
    - Sebastian 8e Fürst zu Lynar MBA (1981), anno 2018 enige mannelijke telg van de vorstelijke tak en ongehuwd

- Uit de grafelijke tak van de familie stamt Wilhelm Friedrich Rochus Graf zu Lynar, geboren op 3 februari 1899 in Berlijn,  aldaar ook overleden op 29 september 1944, door ophanging  in de gevangenis Plötzensee. In 1928 werd hij, na de dood van zijn vader, familiehoofd en vestigde zich op kasteel Lübbenau.  Hij was een typisch Pruisisch, politiek conservatief man. Hij was reserve-officier tijdens de Eerste Wereldoorlog, en later een tegenstander van het nationaalsocialisme. Wegens betrokkenheid  bij het complot van 20 juli 1944 tegen Adolf Hitler is hij door de nazi's ter dood gebracht. Zijn nazaten werden eerst door de nazi's,  en na de Tweede Wereldoorlog nogmaals door de communistische DDR onteigend. Na de Duitse hereniging kreeg de familie het vervallen kasteel Lübbenau terug, liet het restaureren en vestigde in het grootste deel van het gebouwencomplex een hotel.